# 沖縄県離島海運振興
沖縄県離島海運振興株式会社（おきなわりとうかいうんしんこう）は、沖縄県那覇市泊に本社を置き、沖縄県の離島に就航する船舶の建造及び貸し渡しを行う企業である。略称「離海振」（りかいしん）。

## 概要
1979年（昭和54年）に、離島航路事業の支援を目的として、沖縄県、沖縄振興開発金融公庫、関連市町村、航路事業者等の民間企業等の出資によって設立された第三セクターの企業である。離島航路ごとの事情に応じて船舶を建造し、離島航路事業者にリースするとともに、運転資金の貸付を行っている。リース期間終了後の船舶は、残存簿価で買い取ることも可能である。
なお、日本では、当社の他に独立行政法人鉄道建設・運輸施設整備支援機構（鉄道・運輸機構）が、共有建造方式により離島航路を含む船舶の整備支援を行っている。

## 所有船舶

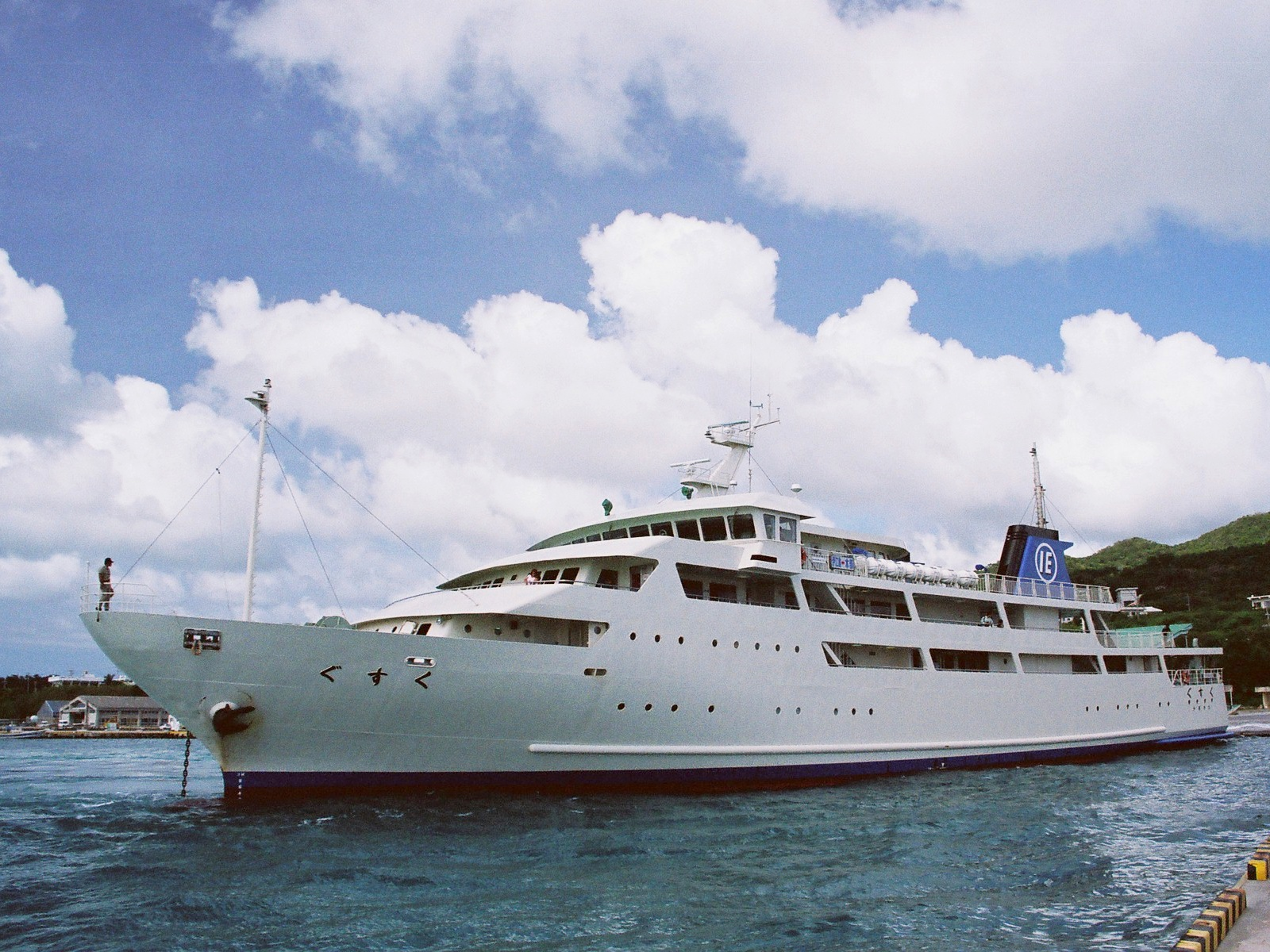
ぐすく

進水の年代順に記す。
- ニューくだかIII[10]
高速旅客船、19総トン。2009年7月27日進水、常石林業建設建造。
貸渡先：久高海運
就航航路：久高島・徳仁港 - 沖縄本島・安座真港
- スマヌかりゆす[7][10]
旅客船、15総トン。2010年3月19日進水、瀬戸内クラフト建造。
貸渡先：大神海運
就航航路：大神島・大神漁港 - 宮古島・島尻漁港
- ぐすく[11]
旅客船兼自動車渡船、987総トン。2018年4月30日進水、熊本ドック建造。
貸渡先：伊江村
就航航路：伊江島・伊江港 - 沖縄本島・本部港
- ニューくがに[11][15]
高速旅客船、66総トン。2018年6月12日進水、瀬戸内クラフト建造。
貸渡先：神谷観光
就航航路：沖縄本島・平敷屋港 - 津堅島・津堅港
- ふなうきまる[13][16]
旅客船、19総トン。2019年10月1日進水・11月就航、ニュージャパンマリン建造。
貸渡先：船浮海運
就航航路：西表島・船浮港 - 西表島・白浜港
- マリンライナーとかしき（2代）[13][17]
高速旅客船、197総トン。2019年10月19日進水、ツネイシクラフト&ファシリティーズ建造。
貸渡先：渡嘉敷村
就航航路：沖縄本島・那覇・泊港 - 渡嘉敷島・渡嘉敷港

- ぐすく

### かつての所有船舶
- だいとう（初代）[18]
貨客船、669総トン。1990年2月9日進水、山中造船建造。
貸渡先：大東海運
就航航路：那覇・泊港 - 南大東島・南大東港 - 北大東島・北大東港
- 平成丸[18]
貨客船、43総トン。1990年9月28日進水、三上造船建造。
貸渡先：八重山観光フェリー
就航航路：石垣島・石垣港 - 竹富島・竹富東港、小浜島・小浜港
- フェリーいへや[18]
旅客船兼自動車渡船、498総トン、1995年10月16日進水、山中造船建造。
貸渡先：伊平屋村
就航航路：伊平屋島・前泊港 - 沖縄本島・運天港
- ニューいぜな[18]
旅客船兼自動車渡船、654総トン。1998年5月12日進水・7月20日就航[19][20]、山中造船建造[18]。
貸渡先：伊是名村
就航航路：伊是名島・仲田港 - 沖縄本島・運天港
2009年7月に伊是名村が沖縄県離島海運振興から約1億円で買い取った[21]。2015年9月7日を以て退役[20]。
- ニューウイングみんな[18]
高速旅客船、65総トン、1998年6月13日進水、瀬戸内クラフト建造。
貸渡先：水納海運
就航航路：水納島・水納港 - 沖縄本島・本部港（渡久地地区）
- マリンライナーとかしき（初代）[18]
高速旅客船、123総トン。2000年5月8日進水、三保造船所建造。
貸渡先：渡嘉敷村
就航航路：那覇・泊港 - 渡嘉敷島・渡嘉敷港
- ゆがふ[18]
高速旅客船、19総トン。2001年7月15日進水、三保造船所建造。
貸渡先：宮古フェリー
就航航路：伊良部島・佐良浜港 - 宮古島・平良港
- フェリーくだか[10]
旅客船兼自動車渡船、49総トン。2002年2月19日進水、神原海洋開発建造。
貸渡先：久高海運
就航航路：久高島・徳仁港 - 沖縄本島・安座真港
- フェリー粟国[10]
旅客船兼自動車渡船、451総トン。2002年5月13日進水、井筒造船所建造。
貸渡先：粟国村
就航航路：那覇・泊港 - 粟国島・粟国港
- クイーンざまみ3[22]
高速旅客船、168総トン。2002年7月2日進水、三保造船所建造。
貸渡先：座間味村
就航航路：那覇・泊港 - 座間味島・座間味港 - 阿嘉島・阿嘉港
- ちゅらさん2[22]
高速旅客船、83総トン。2006年7月1日進水、江藤造船所建造。
貸渡先：八重山観光フェリー
就航航路：石垣島・石垣港 - 竹富町各港
- フェリーたらまゆう[10]
旅客船兼自動車渡船、457総トン。2007年4月9日進水、三保造船所建造。
貸渡先：多良間海運
就航航路：宮古島・平良港 - 多良間島・多良間港
- ニューふなうき[8][10]
旅客船、17総トン。2008年2月19日進水、ヤンマー沖縄建造。
貸渡先：船浮海運
就航航路：西表島・船浮港 - 西表島・白浜港
- ぱいぱてぃろーま[23]
高速旅客船、88総トン。2010年9月1日就航、三保造船所建造。
貸渡先：波照間海運
就航航路：石垣島・石垣港 - 波照間島・波照間港
波照間海運の運休に伴い、メーカーに返却された[24]。
- だいとう（2代）[22]
貨客船、690総トン。2011年2月19日進水、渡辺造船所建造。
貸渡先：大東海運
就航航路：那覇・泊港 - 南大東島・南大東港 - 北大東島・北大東港
- フェリーとかしき[22]
旅客船兼自動車渡船、499総トン。2011年12月10日進水、渡辺造船所建造。
貸渡先：渡嘉敷村
就航航路：那覇・泊港 - 渡嘉敷島・渡嘉敷港
- フェリー琉球[22]
旅客船兼自動車渡船、1,188総トン。2012年3月14日進水、臼杵造船所建造。
貸渡先：久米商船
就航航路：那覇・泊港 - 渡名喜島・渡名喜港 - 久米島・兼城港
- フェリー海邦[12]
旅客船兼自動車渡船、1,196総トン。2019年1月17日進水、臼杵造船所建造。
貸渡先：久米商船
就航航路：那覇・泊港 - 渡名喜島・渡名喜港 - 久米島・兼城港

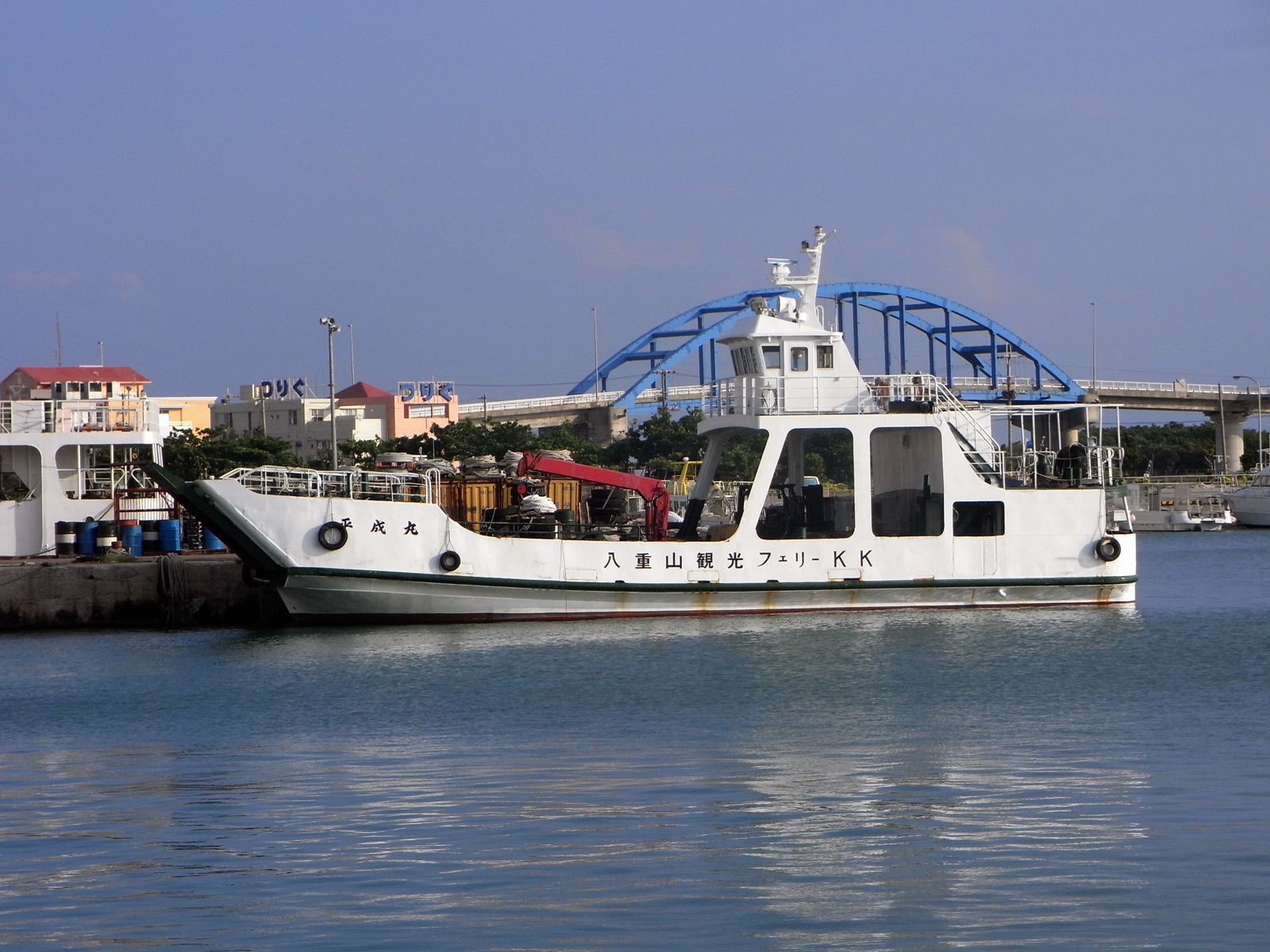
平成丸
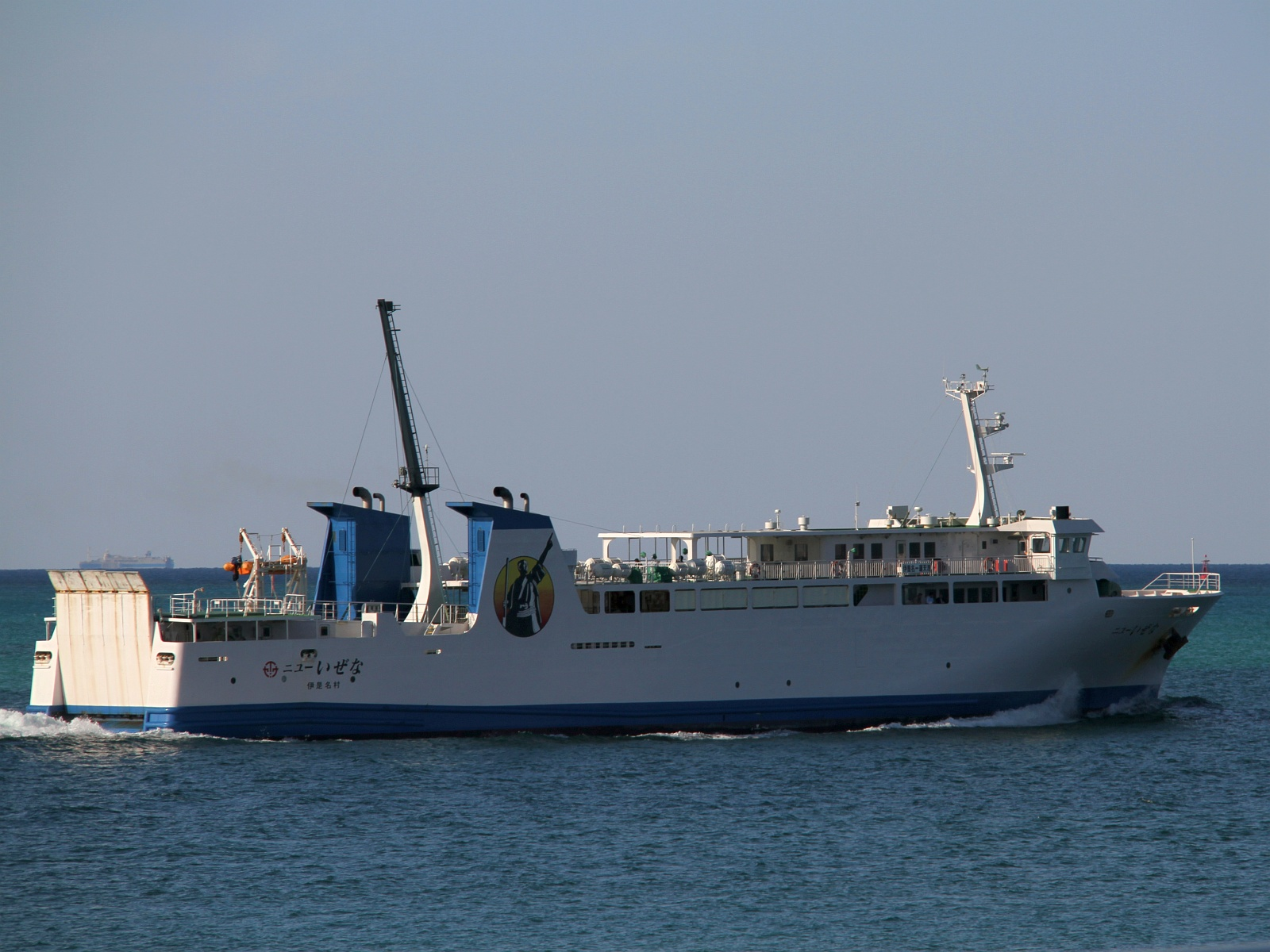
ニューいぜな
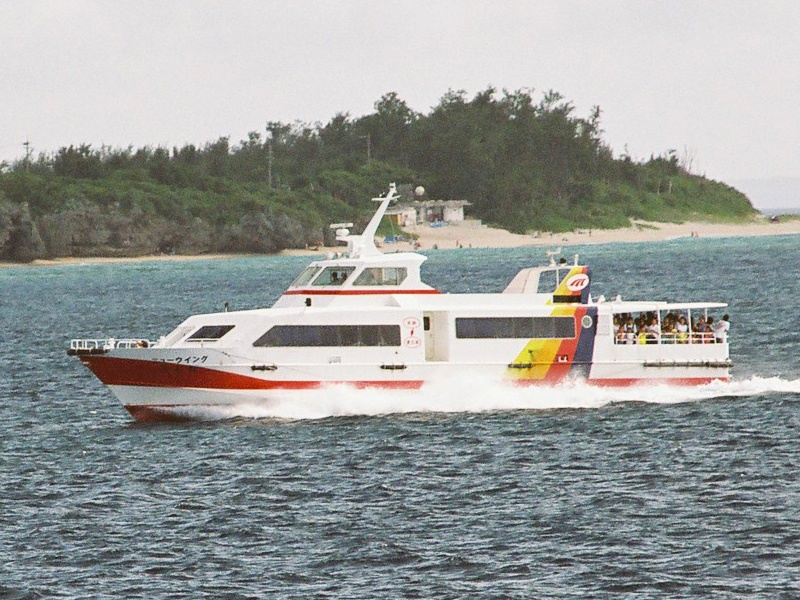
ニューウイングみんな
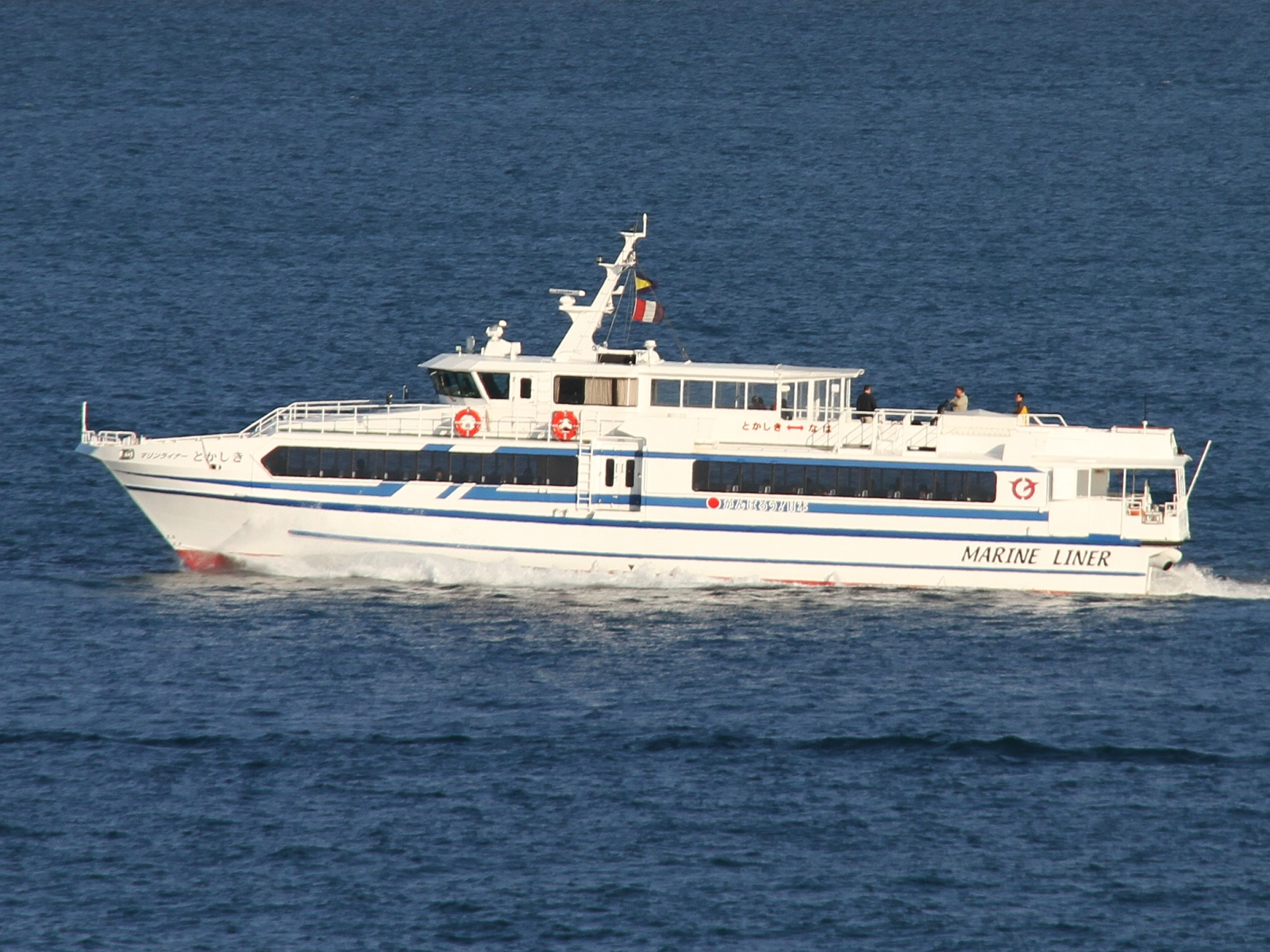
マリンライナーとかしき（初代）
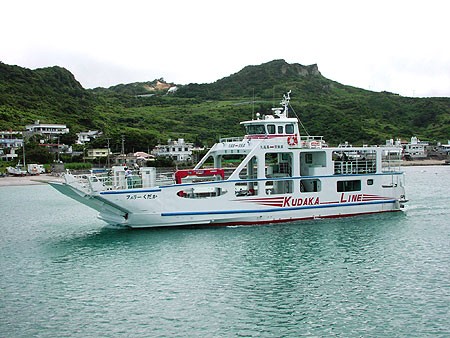
フェリーくだか
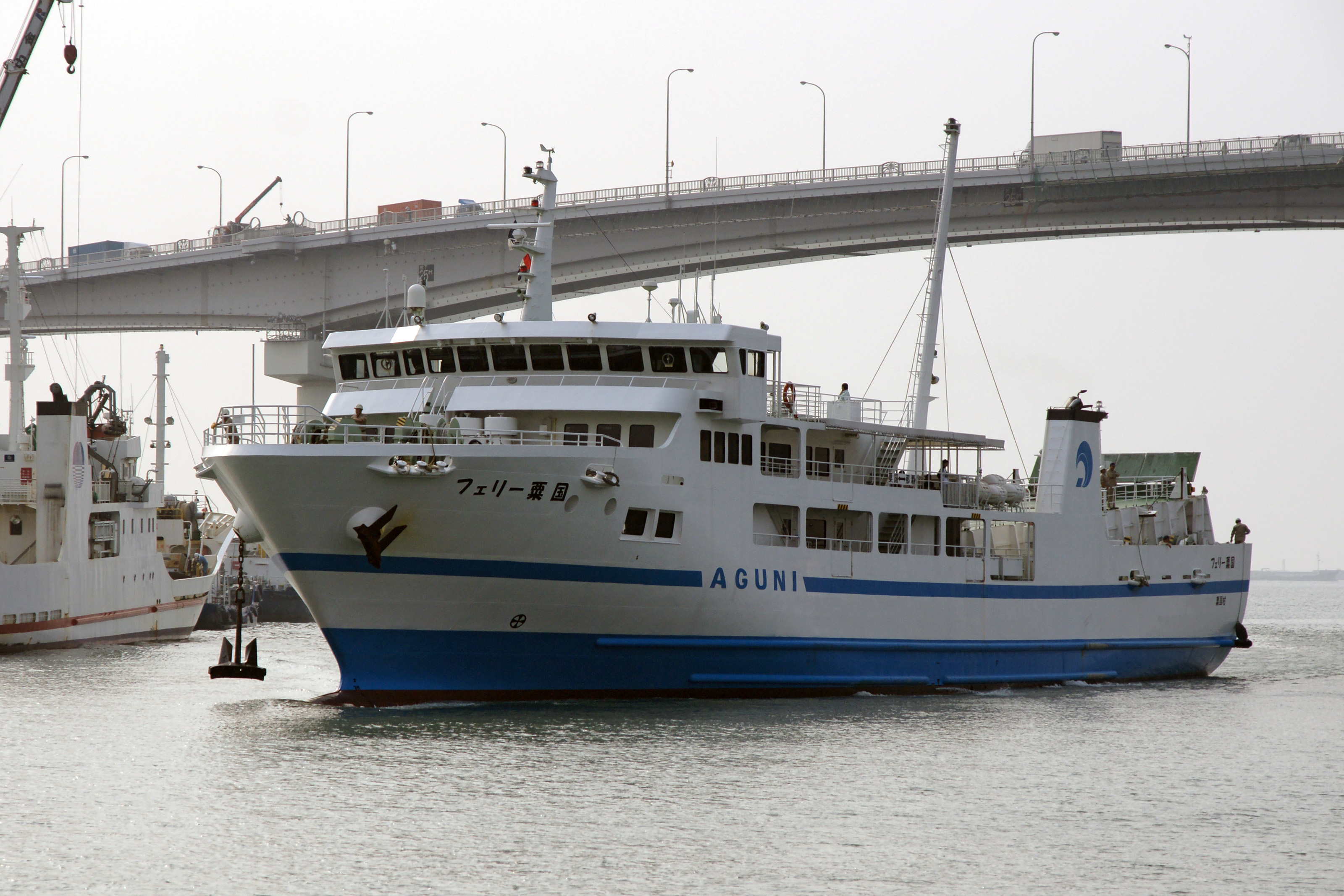
フェリー粟国
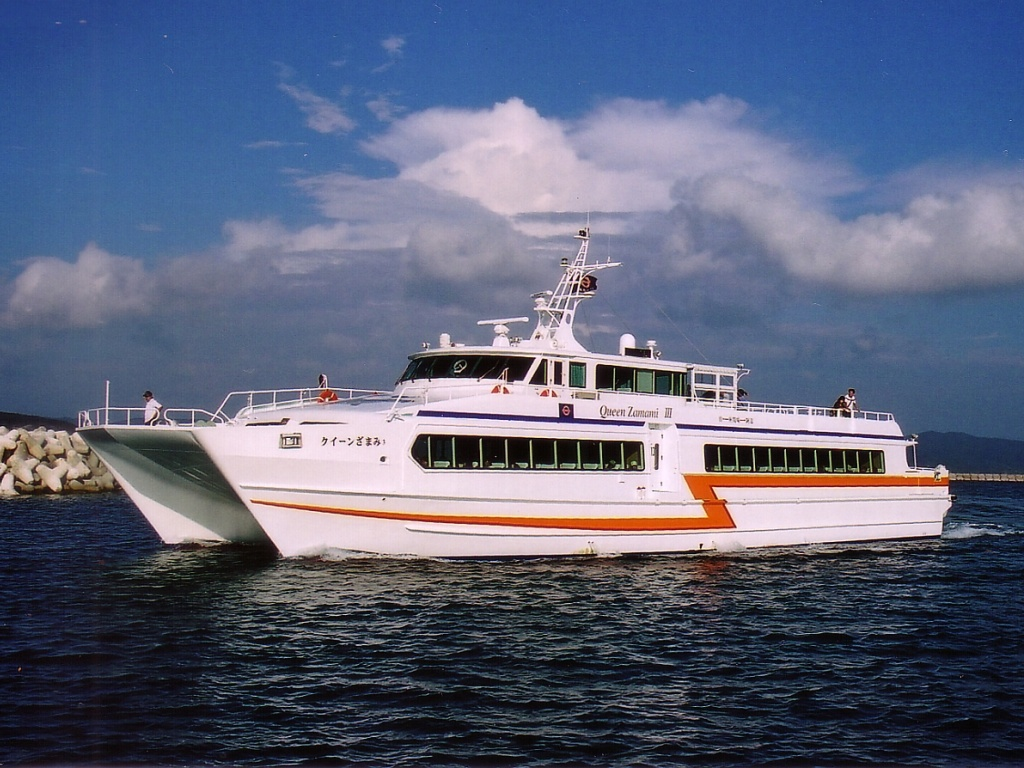
クイーンざまみ3
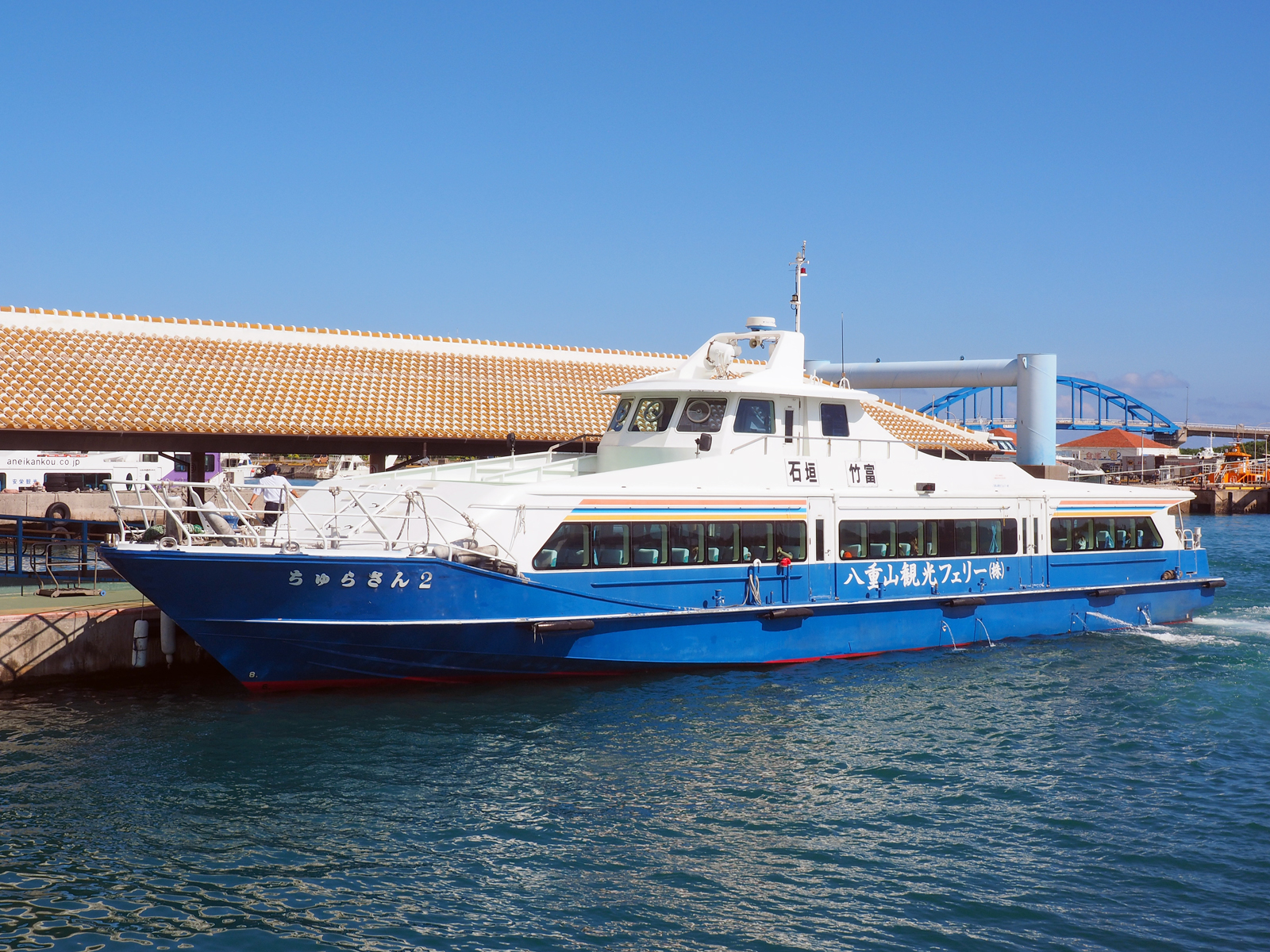
ちゅらさん2
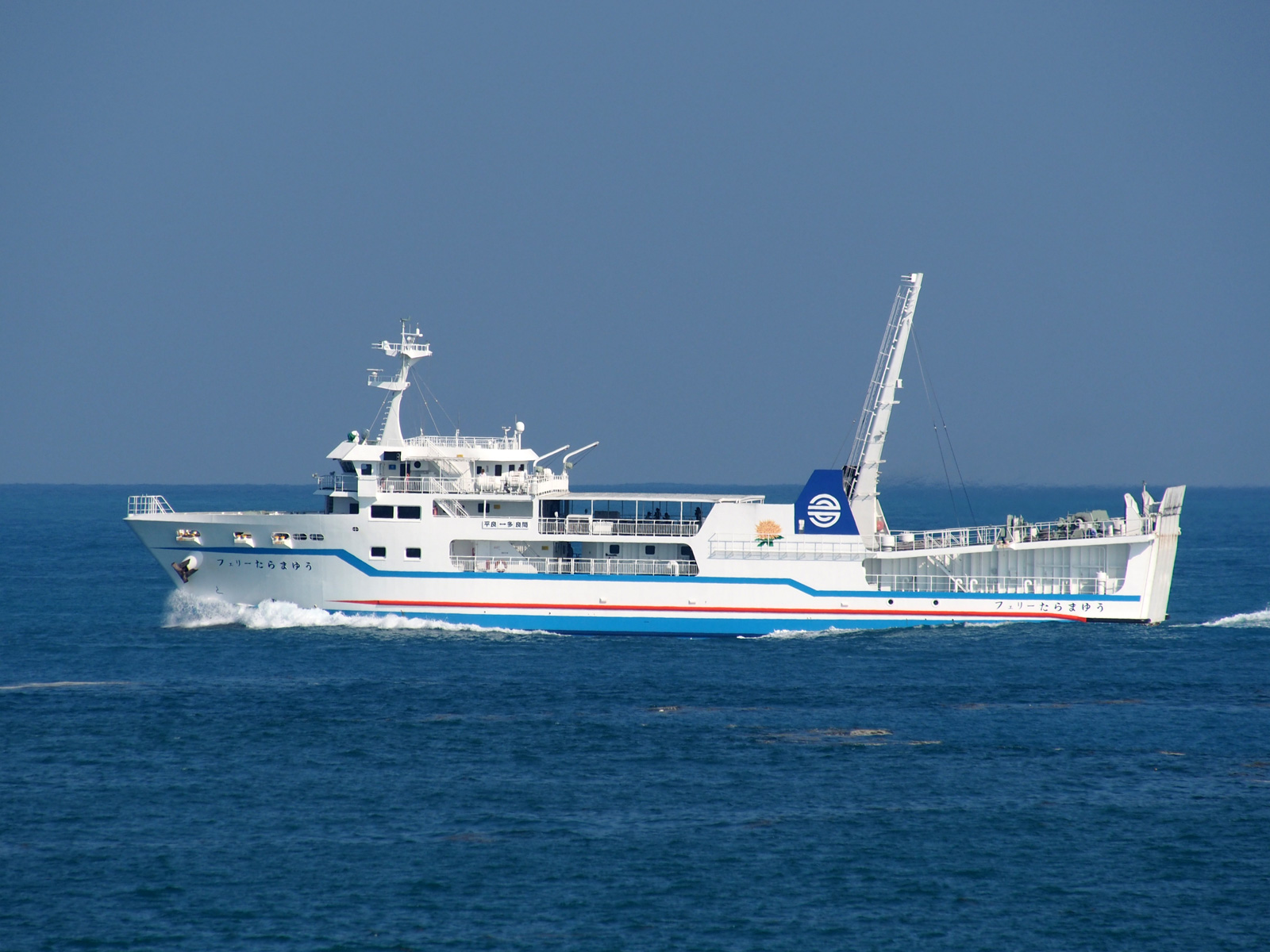
フェリーたらまゆう
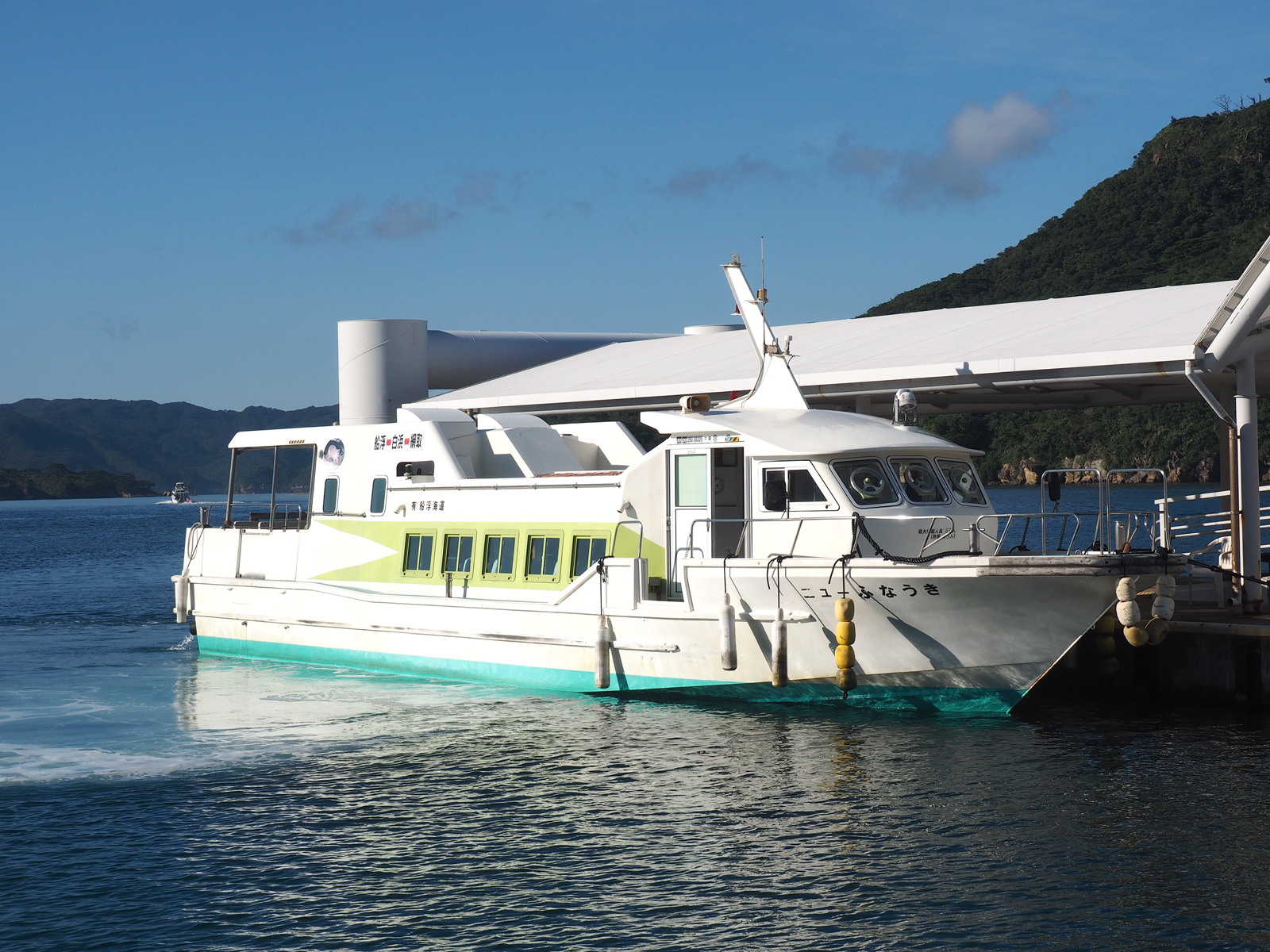
ニューふなうき
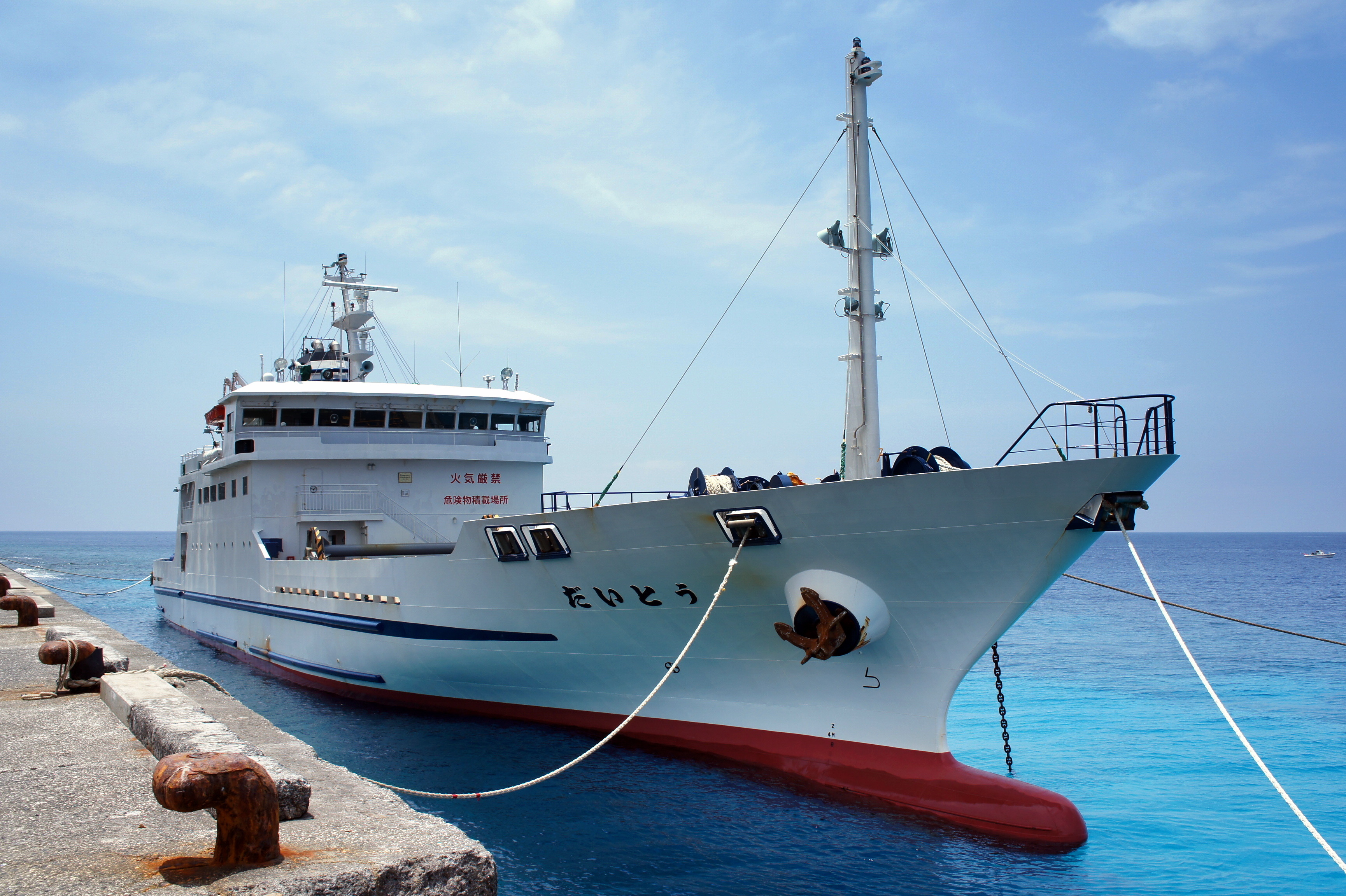
だいとう（2代）
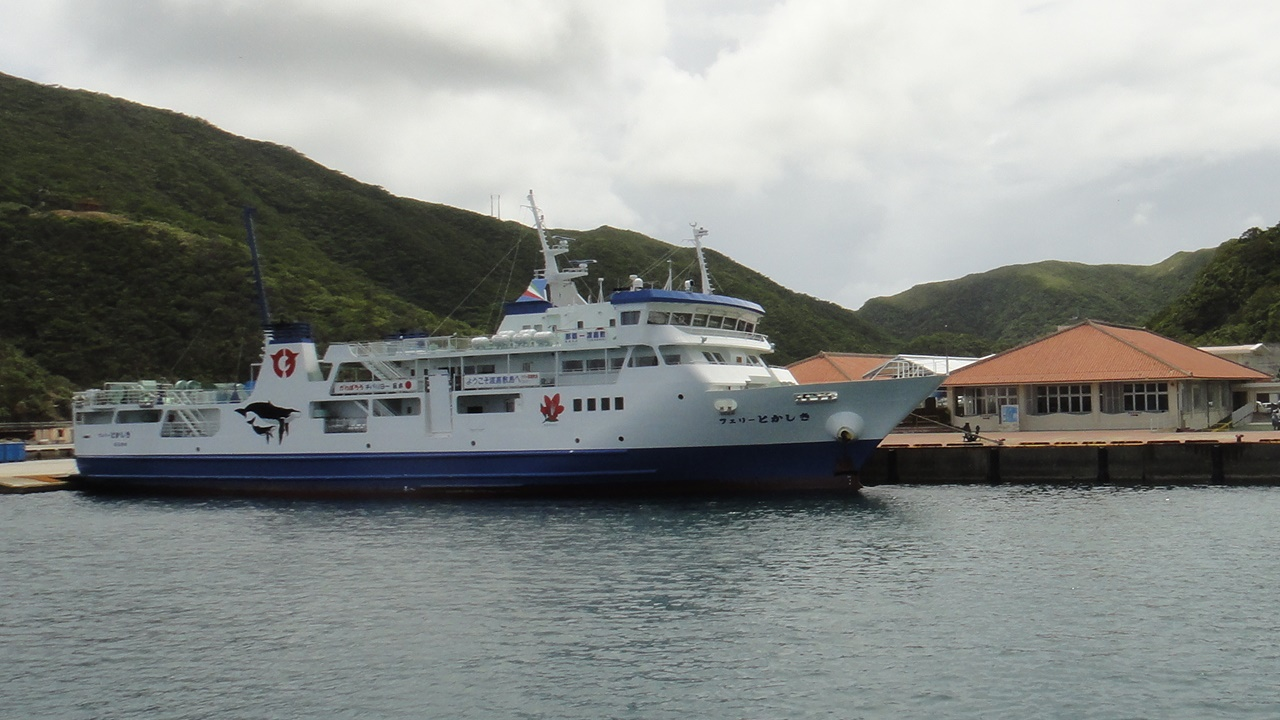
フェリーとかしき
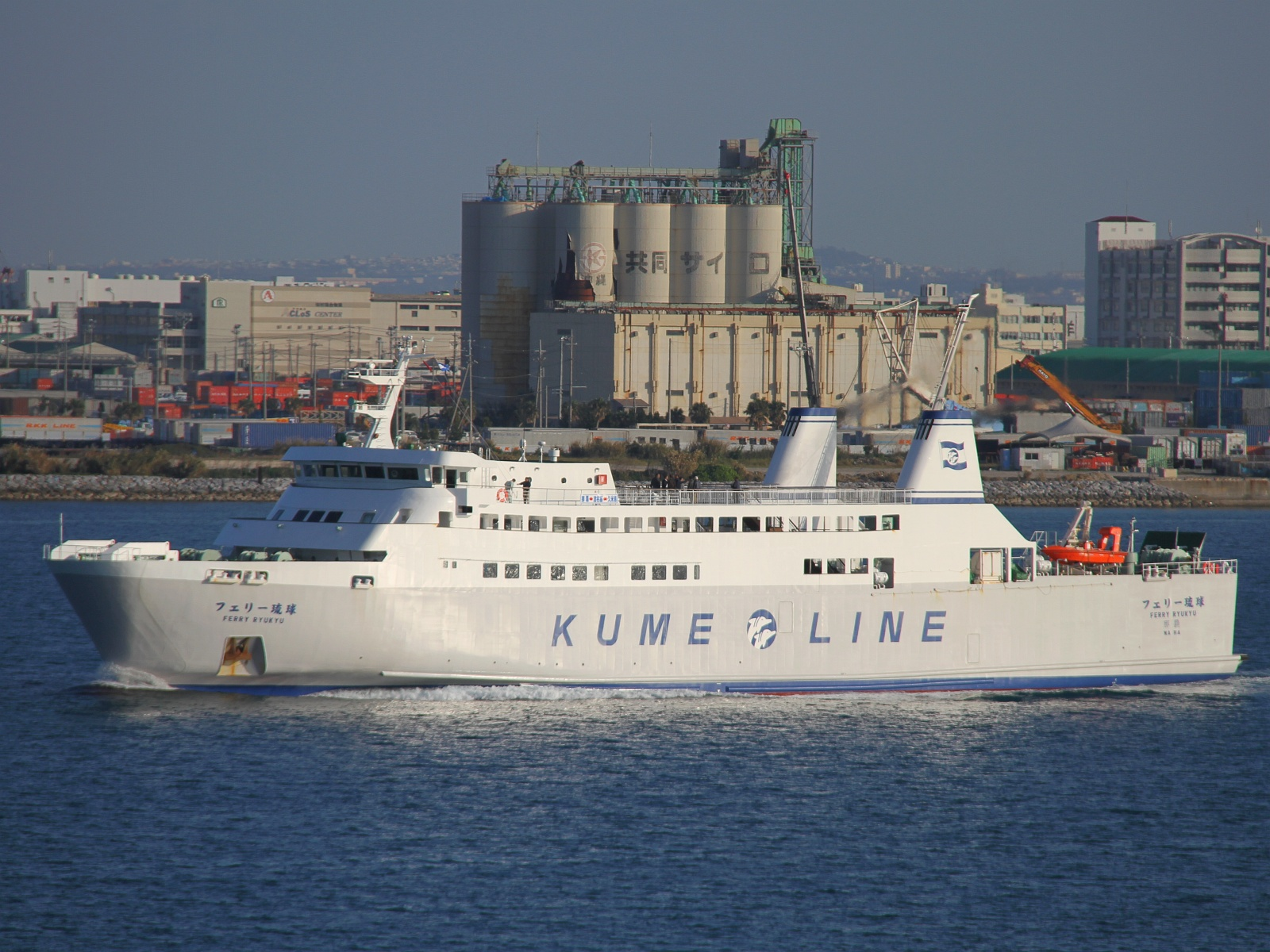
フェリー琉球